# Simon Bisley
Simon Bisley, född 4 mars 1962, är en brittisk serieskapare. Han har bland annat tecknat Judge Dredd, Sláine och Lobo. Bilsey har med tiden lämnat serietecknandet för att istället koncentrera sig mer på att skapa omslagsbilder och affischer. Simon Bisley är bland annat starkt influerad av Frank Frazetta och Bill Sienkiewicz. Hans stil, som präglas av en sammanflätning av airbrush, tusch och traditionell färgläggning, kom i sin tur att inspirera många tecknare i tidningen 2000 AD.